# Koncert pro Dianu
Koncert pro Dianu byl benefiční koncert, který se konal na nově postaveném stadionu ve Wembley v Londýně ve Spojeném království na počest Diany, princezny z Walesu, dne 1. července 2007, což byl den, kdy by oslavila 46. narozeniny. Dne 31. srpna téhož roku uplynulo 10 let od její smrti. Koncert pořádali Dianini synové, princ William a princ Harry. Výtěžek z koncertu šel charitativním organizacím, které byly podporovány Dianou, a také charitativním organizacím, jejichž patrony jsou William a Harry.
Koncert byl vysílán ve 140 různých zemích po celém světě s odhadovaným potenciálním publikem 500 milionů osob. V prosinci 2006 bylo na koncert k dispozici 22 500 vstupenek, které se vyprodaly za pouhých 17 minut. Na stadion ve Wembley přišlo 63 000 lidí. Na konci vystoupení byl představen video sestřih Diany jako dítěte, doprovázený písní od britské rockové skupiny Queen „These Are the Days of Our Lives“.
Koncert začal v 16:00 BST a skončil přibližně ve 22:15 BST – během koncertu byly dvě krátké přestávky. Dne 5. listopadu 2007 byl vydán 2diskový DVD set s celým koncertem. V listopadu 2008 bylo vydáno Blu-ray vydání celého koncertu.

## Časová osa
- Pořadí představení

1. Elton John – "Your Song"

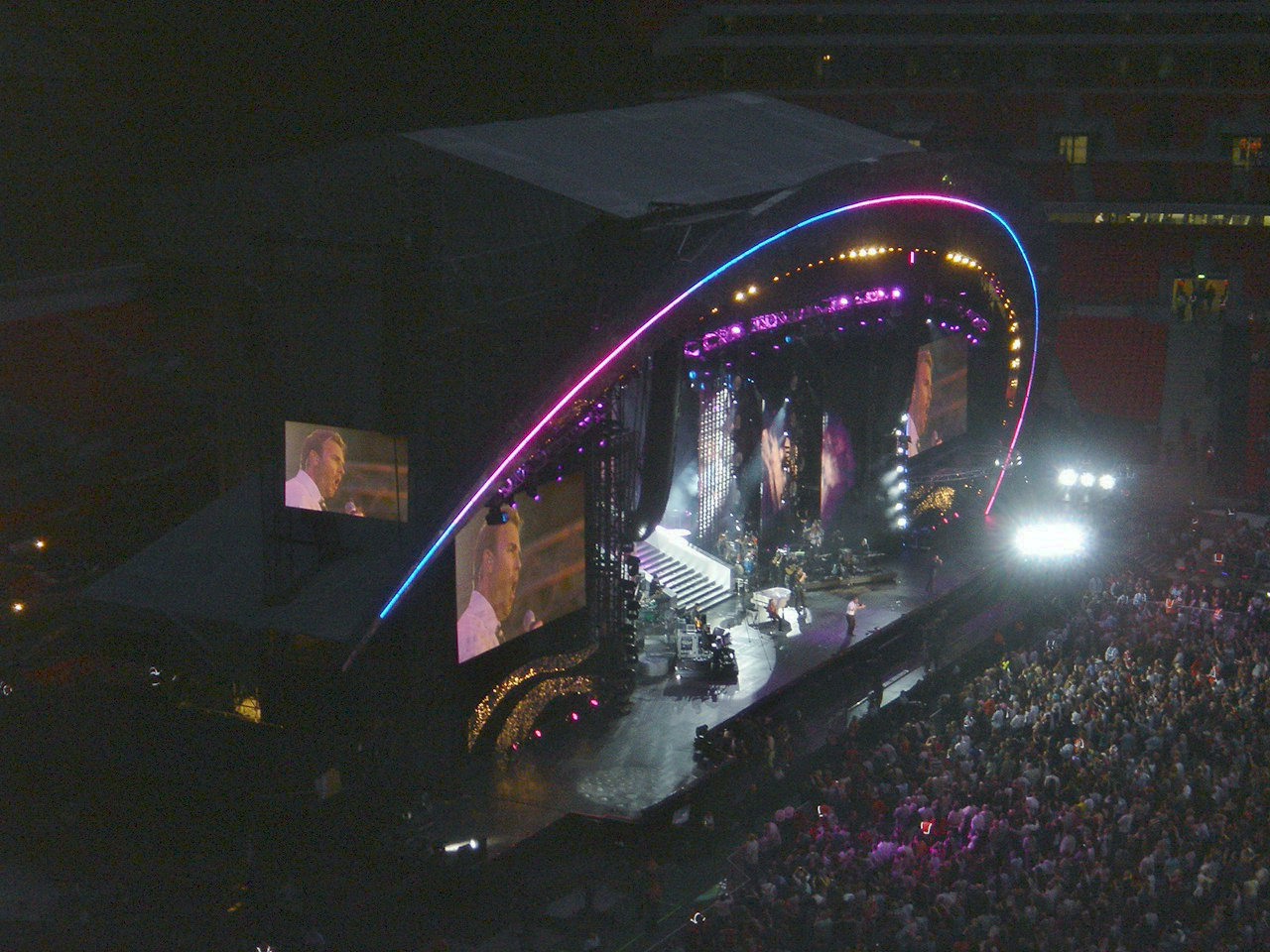
Vystoupení kapely Take That

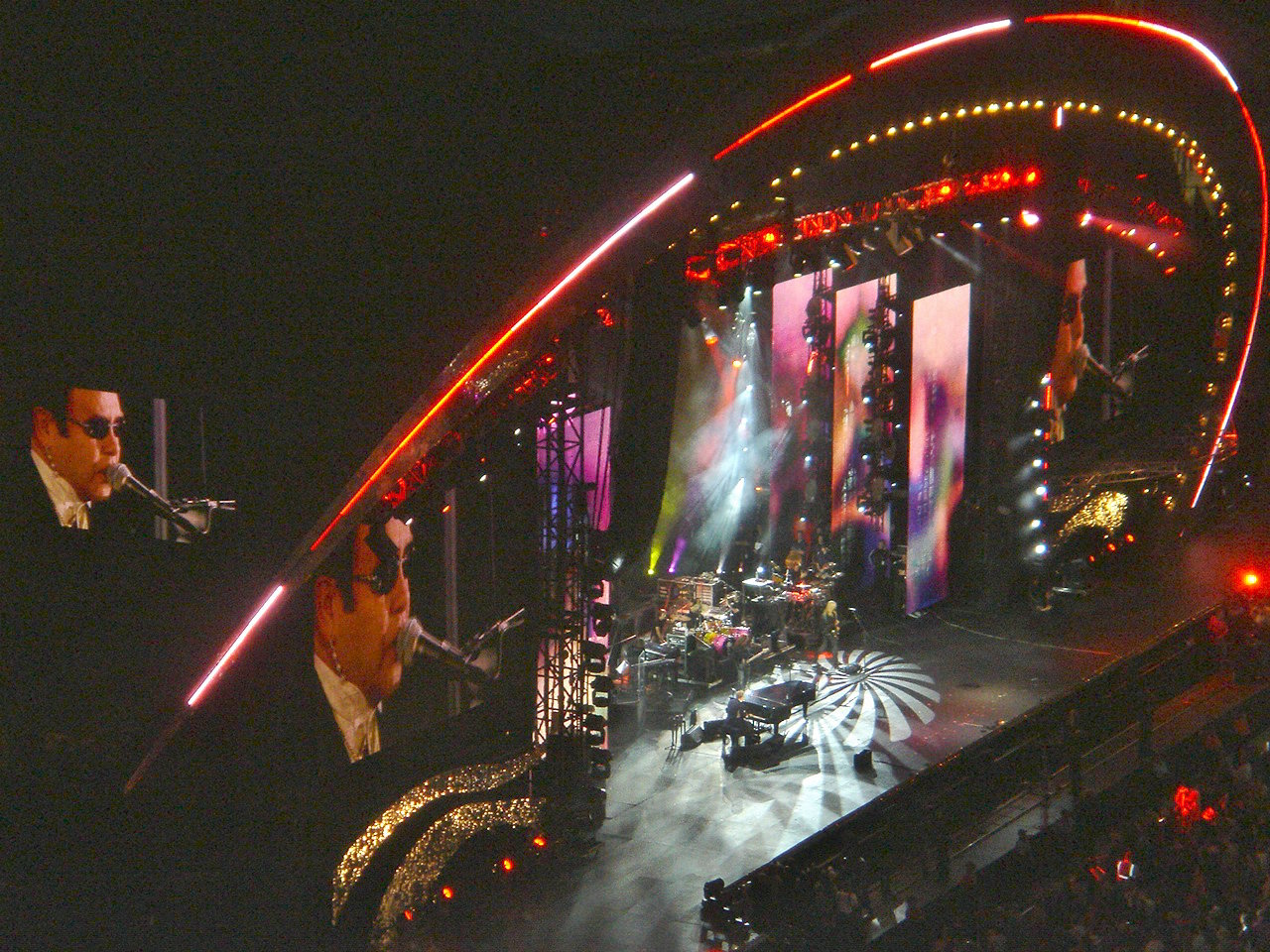
Druhé vystoupení Eltona Johna

2. Duran Duran – "(Reach Up for the) Sunrise", "Wild Boys" a "Rio"
3. James Morrison – "You Give Me Something" a "Wonderful World"
4. Lily Allen – "LDN" a "Smile"
5. Fergie – "Glamorous" a "Big Girls Don't Cry"
6. The Feeling – "Fill My Little World" a "Love It When You Call"
7. Pharrell – "Drop It Like It's Hot" a "She Wants To Move (Remix)"
8. Nelly Furtado – "Say It Right", "I'm Like a Bird" a "Maneater"
9. Anglický národní balet – "Labutí jezero" (čtvrtý akt)
10. Status Quo – "Rockin' All Over the World"
11. Joss Stone – "You Had Me" a "Under Pressure"
12. Roger Hodgson – Supertramp Medley ("Dreamer", "The Logical Song" a "Breakfast in America") a "Give a Little Bit"
13. Orson – "Happiness" a "No Tomorrow"
14. Tom Jones – "Kiss", "I Bet You Look Good on the Dancefloor" a "Ain't That A Lot of Love?" (s Joss Stone)
15. Will Young – "Switch It On"
16. Natasha Bedingfield – "Unwritten"
17. Bryan Ferry – "Slave to Love", "Make You Feel My Love" a "Let's Stick Together"
18. Anastacia – "Superstar"
19. Connie Fisher a Andrea Ross – "Memory"
20. Andrea Bocelli – "The Music of the Night"
21. Josh Groban a Sarah Brightmanová – "All I Ask of You"
22. Donny Osmond, Jason Donovan, Lee Mead a Chickenshed – "Any Dream Will Do"
23. Rod Stewart – "Maggie May", "Baby Jane" a "Sailing"
24. Kanye West – "Gold Digger", " Touch the Sky", "Stronger", "Diamonds from Sierra Leone" a "Jesus Walks"
25. P. Diddy – "I'll Be Missing You"
26. Take That – "Shine", "Patience" a "Back for Good"
27. Ricky Gervais – "Freelove Freeway" (s Mackenzie Crook), "Chubby Little Loser"
28. Elton John – "Saturday Night's Alright For Fighting" "Tiny Dancer" "Are You Ready For Love"

- Pořadí řečníků

1. Princ William a princ Harry
2. Sienna Millerová a Dennis Hopper
3. Kiefer Sutherland
4. Ryan Seacrest, Simon Cowell a Randy Jackson
5. Natasha Kaplinsky
6. Dennis Hopper
7. Fearne Cottonová
8. Gillian Andersonová
9. Boris Becker a John McEnroe
10. Cat Deeleyová
11. Patsy Kensit (aka Sadie King)
12. Jamie Oliver
13. David Beckham
14. Ben Stiller
15. Princ William a princ Harry
16. Ricky Gervais
17. Nelson Mandela
18. Bill Clinton
19. Tony Blair

## Účastníci
- Princ William
- Princ Harry
- Královna Alžběta II.
- Princezna Beatrice z Yorku[6]
- Zara Phillips
- Peter Phillips
- Sarah, vévodkyně z Yorku
- Princezna Eugenie z Yorku[6]
- Členové rodiny Spencerových[6]
- Catherine Middleton (později vévodkyně z Cambridge) s rodiči Carole a Michaelem Middletonovými, jejím mladším bratrem Jamesem Williamem Middletonem a mladší sestrou Philippou Charlotte Matthewsovou[6]
- Chelsy Davy[6]
- Kiefer Sutherland[6]
- Jason Donovan[6]
- P. Diddy[6]
- David Furnish
- Mike Tindall
- Autumn Kelly
- Peaches Geldof
- David Beckham[6]

Princ z Walesu mezi diváky nebyl. Spolu s královnou, tehdejším premiérem Gordonem Brownem a jeho předchůdcem Tonym Blairem, byl mezi hosty vzpomínkového obřadu Diany, princezny z Walesu dne 31. srpna 2007 ve strážní kapli.

## Plánování
- V rozhovoru před koncertem princ William uvedl Michaela Jacksona jako jednoho z Dianiných nejoblíbenějších hudebníků, ale Jackson se na koncertě neobjevil.
- Koncertu se zúčastnila Kate Middleton, nyní manželka prince Williama, a Chelsy Davy, nyní již bývalá přítelkyně prince Harryho. Proslýchalo se, že se podíleli na plánování události.[8]

## Vysílání
Koncert byl vysílán ve 140 zemích.

### Spojené království
Ve Spojeném království byl koncert vysílán na BBC One, BBC HD a BBC Radio 2.
Koncert sledovalo v průměru 8,9 milionu diváků. Získal podstatně více diváků než koncert Live Earth, který byl vysílán o týden později.

### Kanada
V Kanadě byl koncert živě vysílán na CTV s dvouhodinovým speciálem v hlavním vysílacím čase upozorňujícím na nejlepší výkony. Koncert měl až 2,8 milionu diváků a rekapitulace hlavního vysílacího času dosáhla téměř 1 milionu diváků.

### Další země
VH1 Latin America vysílal koncert v Latinské Americe, Karibiku a Střední Americe.

## Charity
Veškerý čistý výtěžek z koncertu šel charitativním organizacím vybraným princi Williamem a Harrym. Mezi tyto charitativní organizace patří Diana, Princess of Wales Memorial Fund, Centrepoint a Sentebale, charitativní organizace založená v dubnu 2006 princem Harrym a princem Seeisem Lesothským. Pomáhá ohroženým dětem a mladým lidem v Lesothu – zejména těm, kteří osiřeli v důsledku AIDS.
Během vysílání koncertu byla Diana oslavována za svou velkorysou charitativní práci s charitativními organizacemi Chain of Hope, Luton Indoor Bowling Club a British Deaf Association.